# Знако-розрядна система числення
Для математичного запису числа використовується знако-розрядна система, які є позиційною системою, в якій цифри мають знаки, але представлення числа може бути не унікальним.
Представлення чисел зі знаком може використовуватися для швидкого додавання цілих чисел, оскільки це може виключити ланцюжки пов'язаних переносів розрядів. У системі двійкових чисел спеціальне представлення підписів знаків є несуміжною формою, яка може надавати швидкі обчислення з мінімальними накладними витратами на пам'ять.
Виклики в обчисленнях стимулювали ранніх авторів Колсона (1726) та Коші (1840) використовували знако-розрядні системи числення. Наступний крок — заміну цифр з відхиленням запропонували Селдінг (1887) та Каджорі (1928).

## Збалансована форма
Розглянемо трійкову систему числення, що містить лише три цифри {0, 1, 2}. Вона часто використовується в збалансованій трійковій системі з використанням цифр {–1, 0, 1}. Ця домовленість прийнята в полях Гауа з непарного простого числа порядку q:
{\displaystyle GF(q)=\{0,1,-1,...{\frac {q-1}{2}},\ {\frac {1-q}{2}}\ |\ q=0\}.}
У позиційній системі числення з базою b також можуть використовуватися підписані цифри зі збалансованою формою. Цифри складаються в діапазоні від −k до (b − 1) − k, де зазвичай
{\displaystyle k~=~\left\lfloor {\frac {b}{2}}\right\rfloor }.
Для збалансованих форм непарні номера баз даних є вигідними. З непарним номером бази, обрізання та округлення стають однією операцією, і всі цифри, крім 0, використовуються як у позитивному, так і у негативному значенні.
Збалансований десятковий знак використовується для цифр від −5 до +4. Збалансована база дев'яти для цифр від −4 до +4 забезпечує переваги непарної збалансованої форми зі схожим числом цифр і легко конвертувати в збалансованій трійці.
Інші помітні приклади включають в себе алгоритм Бута та несуміжну форму, обидві з яких використовують базу b = 2, і обидва з яких використовують цифри зі значенням −1, 0, і +1 (а не 0 і 1, як у стандартній двійковій системі числення).

## Відсутність унікальності
Зверніть увагу, що підпис цифрових знаків не обов'язково повинен бути унікальним. Наприклад:
(0 1 1 1)2 = 4 + 2 + 1 = 7
(1 0 −1 1)2 = 8 − 2 + 1 = 7
(1 −1 1 1)2 = 8 − 4 + 2 + 1 = 7
(1 0 0 −1)2 = 8 − 1 = 7
Несуміжна форма (НФ) гарантує унікальне представлення для кожного цілого значення, як і збалансованої форми.
Коли представленні числа є дробовими, унікальність втрачається для суміжних і збалансованих форм; наприклад, розглянемо наступні повторювані двійкові repeating binary числа НФ,
(0 . 1 0 1 0 1 0 …)2 = 2/3 = (1 . 0 −1 0 −1 0 −1 …)2
і збалансовану форму, що повторює десяткові знаки: (0 . 4 4 4 …)10 = 4/9 = (1 . −5 −5 −5 …)10
Такі приклади можуть існувати, якщо розглядати найбільші та найменші можливі уявлення з невід'ємними частинами 0 та 1 відповідно, а потім зазначити, що вони рівні. (Дійсно, це працює з будь-якою інтегрально-базовою системою.)

## У письмовій та розмовній мові
Усні та письмові форми чисел у пенджабській мові використовують форму від'ємних чисел записані як una або un. Цю від'ємну форму використовують для формування 19, 29, …, 89 з кореня для 20, 30, …, 90. Таким чином, цифри:
- 19 unni, 20 vih, 21 ikki
- 29 unatti, 30 tih, 31 ikatti
- 39 untali, 40 chali, 41 iktali
- 49 unanja, 50 panjah, 51 ikvanja
- 59 unahat, 60 sath, 61 ikahat
- 69 unattar, 70 sattar, 71 ikhattar
- 79 unasi, 80 assi, 81 ikiasi
- 89 unanve, 90 nabbe, 91 ikinnaven.

Наступним чином, мова сесотів використовує від'ємніцифри для формування 8 і 9.
- 8 robeli (/Ro-bay-dee/), що означає «розбити два», тобто два пальці вниз
- 9 robong (/Ro-bong/), що означає «розбити один», тобто один палець вниз

В англійській мові загальне ставлення до часу, наприклад, 'сім до трьох', 'til' виконує значення заперечення.
У 1928, Флоріан Каджорі зазначив періодичну тему підписання цифр, починаючи з Кольсона (1726) та Коші (1840). У своїй книзі Історія математичних позначень, Каджорі назвав «Від'ємні цифри». Едуард Селдінг висловився за інвертування цифр 1, 2, 3, 4 та 5, щоб вказати на від'ємний знак. Він також запропонував snie, jes, jerd, reff та niff як назви для використання звуків. Більшість інших старовинних джерел використовували стовпчик над цифрою для позначення від'ємного знаку. Для повноти, Кольсон використовує приклади та описує додавання (pp 163,4), множення (pp 165,6) та ділення (pp 170,1) за допомогою таблиці множин дільника. Він пояснює зручність наближення шляхом урізання при множенні. Кольсон також зробив інструмент (підрахунок таблиці), який розраховується з використанням підписаних цифр.